# Collage sur B-A-C-H
Collage sur B-A-C-H es una composición de cuerdas, oboe, clave y piano de 1964 por Arvo Pärt. La pieza consta de tres movimientos, inspirado por las formas tradicionales barrocas:
1. Toccata
2. Sarabande
3. Ricercar